# Verband farbentragender Mädchen
Der Verband farbentragender Mädchen (VfM) ist ein Korporationsverband von farbentragenden pennalen Studentinnenverbindungen in Österreich.
Der Verband wurde zu Pfingsten 1988 in Feldkirch als Interessensvertretung von zunächst sechs pennalen Mädchenverbindungen in Österreich gegründet. Seit 1989 ist der VfM Mitglied im Europäischen Kartellverband der christlichen Studentenverbindungen (EKV).

## Geschichte
Im Herbst 1986 veranstaltete der Mittelschülerkartellverband eine Aktivenkonferenz in Fürstenfeld in der Steiermark und lud zum Themenkreis ‚Mädchen in Couleur‘ auch die (schon bestehenden) Mädchenverbindungen ein. Während dieser Tagung kam zum ersten Mal der Gedanke auf, dass sich die Mädchen zusammenschließen sollten.
Am 14. November 1987 kamen diese in Wien zu Gesprächen zusammen und man beschloss, den Verband farbentragender Mädchen zu gründen. in der Folge wurden die Statuten ausgearbeitet, den interessierten Verbindungen übersendet und diese zur Beschlussfassung der Statuten und Gründung des Verbandes zum Pennälertag 1988 nach Feldkirch eingeladen.
Am Samstag, dem 21. Mai 1988 trafen einander sechs Verbindungen im Sitzungssaal des Rathauses der Stadt Feldkirch in Vorarlberg zur konstituierenden Sitzung des VfM. Die ausgearbeiteten Statuten wurden einstimmig beschlossen; der Verband war gegründet.
Als Gründungsverbindungen des VfM gelten Puellaria Arminiae Hollabrunn, Babenberg Klosterneuburg, Prima Vindobonensis, Concordia Wien, Stella Polaris Laa/Thaya und Tragisa St. Pölten.
Beim Pennälertag 1989 in Ried in Oberösterreich konnte der Vorstand Gespräche mit dem Europäischen Kartellverband der christlichen Studentenverbindungen (EKV) über eine eventuelle Aufnahme führen. Im August stellte der VfM den Antrag auf Aufnahme in den EKV. Am 7. Oktober 1989 wurde der VfM bei der 15. Kartellvollversammlung in Vaduz als 13. Mitglied einstimmig in den EKV aufgenommen.
2003 wurde der VfM in einer Vorschlagsliste des Nationalratspräsidenten Andreas Khol zur Beteiligung von Nichtregierungsorganisationen an einem Verfassungskonvent aufgeführt.

## Beziehungen zu anderen Verbänden
Der VfM ist seit 1989 Mitglied im EKV (Europäischer Kartellverband christlicher Studentenverbände).
Ziel des VfM ist die Förderung von Kontakten unter den einzelnen Mädchen und Frauen der Verbindungen. Er vertritt seine einzelnen Mitgliedsverbindungen mit ca. 300 Mitgliedern in österreichischen und europaweiten Gremien der Couleurstudenten und hat Freundschaftsabkommen mit den folgenden österreichischen Verbänden:
- der Vereinigung christlicher Studentinnen (VCS),
- dem Mittelschülerkartellverband (MKV),
- den Katholisch-österreichischen Landsmannschaften (KÖL),
- dem Kartellverband katholischer, nichtfarbentragender akademischer Vereinigungen Österreichs (ÖKV)

Der VfM ist überparteilich, obgleich ihm eine Nähe zur ÖVP nachgesagt wird. So waren mit Maria Rauch-Kallat und Liese Prokop zwei ÖVP-Ministerinnen aktive Mitglieder einer Mitgliedsverbindung des VfM, wobei die Mitgliedschaft ihre Karrieren befördert haben soll.

## Prinzipien und Brauchtum
Der VfM bekennt sich zur christlichen Soziallehre, einem demokratischen Österreich und einem vereinten Europa. Er baut wie seine Mitgliedsverbindungen auf vier Prinzipien auf:
- religio – christliche Lebenseinstellung
- patria – die Liebe zum Heimatland Österreich
- scientia – Bildung ein Leben lang
- amicitia – Lebensfreundschaft

Die Mitgliedsverbindungen  können Mädchen und Frauen aller christlichen Religionsgemeinschaften als Mitglieder aufnehmen. Von diesen wird der persönliche Einsatz in der Öffentlichkeit gefordert, politisches Interesse, Mitarbeit bei karitativen Organisationen und Weiterbildung im Beruf und im Leben.
Die Farben des VfM sind rot-weiß-rot, der Wahlspruch lautet: „Gott schütze unser Tun!“
Im VfM werden eigene Studentenlieder gesungen, teilweise ältere Lieder mit geschlechtsspezifisch abgewandelten Texten.

## Mitgliedsverbindungen
- CÖStV DZ Puellaria Arminiae Hollabrunn (PUE)
- KÖMMV Babenberg Klosterneuburg (BAB)
- KÖKV Prima Vindobonensis Wien (PRV)
- KÖMStV Concordia Wien (CCW)
- CÖMStV Tragisa St. Pölten (TRP)
- CÖMV Walcueria Güssing (WAG)
- CÖMStV Laetitia Korneuburg (LAK)
- KÖStV Vindobona Nova Wien (VBN)
- KÖStV Prima Lentia Linz (PRL)
- KEMV Hesperia Graz (HEG)
- StV Bregancea Bregenz (BCB)
- CEMV Rupertina Bruck an der Mur (RPB)
- CEMStV Hilaritas Hohenau (HIH)
- KÖStV Vulkania Baden (VKB)